# Stigmella varii
Stigmella varii là một loài bướm đêm thuộc họ Nepticulidae. Nó được miêu tả bởi Scoble năm 1978. Nó được tìm thấy ở Nam Phi (Nó đã dược miêu tả ở the Brits District Hartebeespoortdam in Transvaal).
Ấu trùng ăn Croton gratissimus. Chúng có thể ăn lá nơi chúng làm tổ.